# Rudolf Kárpáti
Rudolf Kárpáti (n. 17 iulie 1920, Budapesta, Regatul Ungariei – d. 1 februarie 1999, Budapesta, Ungaria) a fost un scrimer ungur. Alături de Aladár Gerevich și Pál Kovács, a fost membru al echipei care a dominat sabia timp de 30 de ani. A fost laureat cu șase medalii de aur la Jocurile Olimpice, inclusiv două la individual, și cu  șapte medalii de aur la Campionatul Mondial, inclusiv două la individual.
Din copilărie pasiunile sale au fost sportul și muzica. A studiat vioara și muzicologia la Academia Națională Ungară de Muzica din 1932 până în 1937. În paralel, a practicat scrima la clubul BBTE, apoi la Honvéd Budapesta. După ce a lucrat scurt timp la Banca Generală Maghiară de Credit, în anul 1950 a intrat în armată, unde a fost instructor de muzică, apoi director muzical. În cele din urmă a fost avansat până la gradul de general.
După ce s-a retras din activitate competițională, s-a implicat în Comitetul Maghiar Olimpic și în Federația Internațională de Scrimă. În anul 1990 a primit Ordinul Olimpic.

## Legături externe
Materiale media legate de Rudolf Kárpáti la Wikimedia Commons
- en  Rudolf Kárpáti la Comitetul Internațional Olimpic
- en Rudolf Kárpáti la Olympedia.org